# Scrophularia pegaea
Scrophularia pegaea är en flenörtsväxtart som beskrevs av Hand.-mazz.. Scrophularia pegaea ingår i släktet flenörter, och familjen flenörtsväxter. Inga underarter finns listade i Catalogue of Life.